# Jeremej Iudovics Parnov
Jeremej Iudovics Parnov, Ереме́й Иу́дович Парно́в (Harkov, 1935. október 20. – Moszkva, 2009. március 18.) szovjet-orosz író, újságíró, forgatókönyvíró, kémikus.

## Élete
Apja Иуда Израилевич Парнов (Iuda Izrailevics Parnov, 1898–1973), anyja Вера Еремеевна Парнова (Vera Jeremejevna Parnova, 1903–1973) volt. Egyetemi tanulmányait Moszkvában fejezte be, ezután a НИИ Зарубежгеология ("Külországok geológiája kutatóintézet") intézetben dolgozott. 1964-ben szerezte meg doktorátusát a szénhidrogének vízben való oldhatóságáról írott dolgozatával.
1967-ben lett a Szovjet Írószövetség tagja. Elsősorban az 1960-as években írt tudományos-fantasztikus tárgyú irodalmi munkákat alkotótársával, Mihail Tyihonovics Jemcevvel közösen. Legismertebb munkájuk a Ljuszin detektívről szóló trilógia volt, mely a Ларец Марии Медичи ("Larec Marii Medicsi", Medici Mária koporsója, 1972), Третий глаз Шивы ("Tretyij glaz Sivi", Siva harmadik szeme, 1975) és az Александрийская гемма ("Alekszandrijszkaja gemma", Alexandriai gemma, (1991) című kötetekből állt. E munkákban a főhős Ljuszin detektív társával, a történész és író Berezovszkij segítségével olyan bűncselekményeket derít ki, amelyekben a történelem rejtélyei a mai modern világgal fonódnak össze. Első felesége Кольнова (Парнова) Марина Владимировна  (Maria Vlagyimirovna Kolnova (Parnova) 1937–) mérnök volt. Második felesége Елена Сергеевна Кнорре (Jelena Szergejevna Knorre, 1925–2007) volt, tőle egy fia született, Парнов Александр (Alekszandr Parnov), aki csecsemőkorában meghalt (1964. január 16.–1964. október 10.). A moszkvai Botkin kórházban hunyt el, a Vosztrjakovszkij temetőben nyugszik.

## Magyarul megjelent művei
- Mihail Jemcev–Jeremej Parnov: Világlélek. Tudományos-fantasztikus regény; ford. Koroknai Zsuzsa, életrajz Apostol András, utószó Horváth Sándor; Móra–Kárpáti, Bp.–Uzsgorod, 1970 (Kozmosz fantasztikus könyvek)
- A végtelenek keresztútján; ford. Nagy Ernő, Nagy Ernő Miklós; Kossuth, Bp., 1971 (Univerzum könyvtár)
- Mihail Jemcev–Jeremej Parnov: Dirac-tenger; ford. Török Piroska, utószó Kuczka Péter; Kossuth, Bp., 1973
- Szabados jegyzetek az Isteni színjátékhoz (novella, Galaktika 6., 1973)
- A megfoghatatlan (novella, Mihail Jemcevvel közösen, Pokoljárás a világűrben című antológia, 1967)
- A fellázadt harminctrillió (novella, Mihail Jemcevvel közösen, A nyikorgó idegen című antológia, 1971)
- Adjátok vissza a szerelmet! (novella, Mihail Jemcevvel közösen, Galaktika 37., 1979)
- A halál neutronvonala (novella, Galaktika 37., 1979)

## Külső hivatkozások
- Munkáinak felsorolása a livelib.ru oldalon
- Munkáinak bibliográfiája a litmir.me oldalon Archiválva 2017. augusztus 11-i dátummal a Wayback Machine-ben

## Fordítás
- Ez a szócikk részben vagy egészben  a(z)   Парнов, Еремей Иудович című orosz Wikipédia-szócikk ezen változatának fordításán alapul.  Az eredeti cikk szerkesztőit annak laptörténete sorolja fel. Ez a jelzés csupán a megfogalmazás eredetét és a szerzői jogokat jelzi, nem szolgál a cikkben szereplő információk forrásmegjelöléseként.